# Elezioni legislative in Svezia del 1973
Le elezioni legislative in Svezia del 1973 si tennero il 16 settembre per il rinnovo del Riksdag. In seguito all'esito elettorale, Olof Palme, espressione del Partito Socialdemocratico, fu confermato Ministro di Stato.
Peculiarità di queste elezioni fu il pareggio di seggi tra i due principali blocchi ideologici (175-175), il quale tuttavia non fu di ostacolo alla formazione dell’esecutivo, grazie alla prassi, in questi casi, di automatica riconferma dell’uscente (e successivamente del parlamentarismo negativo) vigente nel paese, ma rese più difficile ogni iter legislativo, tanto che la legislatura fu definita “Parlamento della Lotteria” (in svedese Jämviktsriksdagen), proprio per la prassi di decidere il destino di un disegno di legge a sorte (nonostante, effettivamente, sia stato scarso l’utilizzo di tale metodo, bensì si sia ricorso a negoziati). 
In ogni caso, tuttavia, la situazione non resse per molto e nuove elezioni furono indette per il 1976, contestualmente ad una riforma costituzionale volta a ridurre i seggi da 350 a 349, per prevenire in futuro situazioni simili.

## Risultati
| Liste                                              | Voti      | %     | Seggi |
| -------------------------------------------------- | --------- | ----- | ----- |
| Partito Socialdemocratico dei Lavoratori di Svezia | 2 247 727 | 43,56 | 156   |
| Partito di Centro                                  | 1 295 246 | 25,10 | 90    |
| Partito Moderato                                   | 737 584   | 14,29 | 51    |
| Partito Popolare                                   | 486 028   | 9,42  | 34    |
| Partito della Sinistra                             | 274 929   | 5,33  | 19    |
| Unione Cristiano-Democratica                       | 90 388    | 1,75  | –     |
| Altri                                              | 28 255    | 0,55  | –     |
| Totale                                             | 5 160 146 | 100   | 350   |